# انکارانسیون
انکارانسیون (به اسپانیایی: Encarnación, Paraguay) شهری در کشور پاراگوئه، استان ایتاپوآ است که جمعیت آن در سرشماری سال ۲۰۰۲ میلادی ۶۷٫۱۷۳ نفر بوده‌است.